# Государственная страховая организация Туркменистана
«Туркменгосстра́х» (Государственная страховая организация Туркменистана; туркм. Türkmenistanyň Döwlet Ätiýaçlandyryş Guramasy) — туркменская страховая группа, крупнейшая по масштабам (присутствию в велаятах, собранным премиям, активам и страховым резервам. Центральный офис — в Ашхабаде.

## История
Образована в августе 1992 года. Осуществляет свою страховую и перестраховочную деятельность на основании лицензии №1-5-33-1, выданной Министерством финансов Туркменистана. Главной целью организации является укрепление финансового положения Туркменистана и полное удовлетворение потребностей населения и предприятий страны в страховых услугах на мировом уровне и на самых выгодных для клиентов условиях.